# Cephalophyllum inaequale
Cephalophyllum inaequale är en isörtsväxtart som beskrevs av L. Bol. Cephalophyllum inaequale ingår i släktet Cephalophyllum och familjen isörtsväxter. Inga underarter finns listade i Catalogue of Life.